# Barticeja epitricha
Barticeja epitricha är en fjärilsart som beskrevs av Edward Meyrick 1917. Barticeja epitricha ingår i släktet Barticeja och familjen stävmalar. Inga underarter finns listade i Catalogue of Life.